# Palomar (azienda)
La Palomar S.p.A. è una casa di produzione cinematografica e televisiva, fondata nel 1986 da Carlo Degli Esposti.
Il nome dell'azienda trae probabilmente ispirazione dall'omonimo romanzo di Italo Calvino.
Oggi la società è una delle principali produttrici in Italia di fiction (soprattutto per la Rai e per Mediaset), film per il cinema e programmi televisivi (informazione, intrattenimento) con oltre 100 produzioni realizzate e distribuite, tra le quali figurano per lo più fiction televisive come Il commissario Montalbano con protagonista Luca Zingaretti.

## Produzioni

### Cinema
- Ricette d'amore, regia di Sandra Nettelbeck (2002)
- Il vestito da sposa, regia di Fiorella Infascelli (2004)
- Anche libero va bene, regia di Kim Rossi Stuart (2006)
- Cardiofitness, regia di Fabio Tagliavia (2007)
- Piano, solo, regia di Riccardo Milani (2007)
- Il senso degli altri, regia di Marco Bertozzi – documentario (2007)
- Noi credevamo, regia di Mario Martone (2010)
- I primi della lista, regia di Roan Johnson (2011)
- Acciaio, regia di Stefano Mordini (2012)
- Un giorno speciale, regia di Francesca Comencini (2012)
- Che strano chiamarsi Federico, regia di Ettore Scola (2013)
- L'intrepido, regia di Gianni Amelio (2013)
- Il giovane favoloso, regia di Mario Martone (2014)
- Quando c'era Berlinguer, regia di Walter Veltroni (2014)
- La paranza dei bambini, regia di Claudio Giovannesi (2019)
- Vita segreta di Maria Capasso, regia di Salvatore Piscicelli (2019)
- Volevo nascondermi, regia di Giorgio Diritti (2020)
- La vita davanti a sé (The Life Ahead), regia di Edoardo Ponti (2020)
- Brado, regia di Kim Rossi Stuart (2022)
- Grazie ragazzi, regia di Riccardo Milani (2023)
- Era ora, regia di Alessandro Aronadio (2023)
- Cento domeniche, regia di Antonio Albanese (2023)
- Palazzina Laf, regia di Michele Riondino (2023)
- Il treno dei bambini, regia di Cristina Comencini (2024)
- Duse, regia di Pietro Marcello (2025)

### Televisione

#### Serie TV
- Il commissario Montalbano, regia di Alberto Sironi (1999-2021)
- Gente di mare, regia di Giorgio Serafini (2005-2007)
- L'isola, regia di Alberto Negrin (2012-2013)
- Il giovane Montalbano, regia di Gianluca Maria Tavarelli (2012-2015)
- I delitti del BarLume, registi vari (2013-in corso)
- Braccialetti rossi, regia di Giacomo Campiotti (2014-2016)
- Il nome della rosa, regia di Giacomo Battiato (2019)
- Màkari, regia di Michele Soavi (2021-in corso)
- Monterossi, regia di Roan Johnson (2022-2023)
- Studio Battaglia, regia di Simone Spada (2022-2024)
- Call My Agent - Italia, regia di Luca Ribuoli (2023-in corso)
- Resta con me, regia di Monica Vullo (2023)
- Vanina - Un vicequestore a Catania, regia di Davide Marengo e Riccardo Mosca (2024-in corso)
- Kostas, regia di Milena Cocozza (2024)
- Storia della mia famiglia, regia di Claudio Cupellini (2025)
- Sara - La donna nell’ombra – serie TV, regia di Carmine Elia (2025)

#### Miniserie TV
- Operazione Odissea, regia di Claudio Fragasso (1999)
- La piovra 10, regia di Luigi Pierelli (2001)
- Padri e figli, regia di Gianni Zanasi e Gianfranco Albano (2005)
- Gino Bartali - L'intramontabile, regia di Alberto Negrin (2006)
- Pane e libertà, regia di Alberto Negrin (2008)
- Nel bianco, regia di Peter Keglevic (2009)
- I cerchi nell'acqua, regia di Umberto Marino (2011)
- Maltese - Il romanzo del Commissario, regia di Gianluca Maria Tavarelli (2017)
- Il capitano Maria, regia di Andrea Porporati (2018)
- La guerra è finita, regia di Michele Soavi (2020)
- Il conte di Montecristo (Le Comte de Monte-Cristo), regia di Bille August (2025)

#### Film TV
- La mossa del cavallo - C'era una volta Vigata, regia di Gianluca Maria Tavarelli (2018)
- La stagione della caccia - C'era una volta Vigata, regia di Roan Johnson (2019)
- La concessione del telefono - C'era una volta Vigata, regia di Roan Johnson (2020)

## Azionariato
- Inaspettatamente s.r.l.: 95%
- Altri soci: 5%